# Castello Angioino (Mola di Bari)
Das Castello Angioino ist eine Festung in der Stadt Mola di Bari in der italienischen Region Apulien.

## Geschichte
Zur Verteidigung der Küste gegen die zahlreichen Piratenüberfälle befahl Karl I. von Anjou in Verbindung mit dem Wiederaufbau der Stadt 1277 den Bau eines „Palaciums“ in der Nähe ihrer Mauern. Die Aufsicht über die Arbeiten übertrug er dem bekannten „König der Schreiner“, Pierre d’Angicourt und Jean da Toul. Zwei Jahre später war die Festung vollendet. Zwischen dem 15. und dem 16. Jahrhundert erlitt das Gebäude dasselbe Schicksal wie die Stadt und ging durch die Hände verschiedener Lehensnehmer; es widerstand zahlreichen Angriffen, ohne jemals erobert zu werden. Der beträchtliche Schaden, den die Festung während der venezianischen Belagerung 1508 erlitt, erforderte jedoch eine grundlegende Restaurierung, die wenige Jahre später durchgeführt wurde.

## Beschreibung
So erhielt das Gebäude seine heutige Form eines Sternforts. Die potenten, angeschrägten Mauern, die für den Widerstand gegen Angriffe mit Feuerwaffen gebaut waren, sind außerdem mit zahlreichen Fallgattern versehen. Ein mit dem Meer verbundener Wassergraben umgab das Gebäude, das über eine Brücke mit den Stadtmauern verbunden war.